# 魔鬼水母
四射魔鬼水母（Haootia quadriformis）是埃迪卡拉纪的一种已灭绝的动物，被发现于阿瓦隆生物群。 据估计，魔鬼水母生活于大约5. 6亿年前。 它于2008年在加拿大东部的纽芬兰阿瓦隆半岛被发现，并在2014年被Alex Liu正式描述。这是发现的第一个显示出肌肉纤维化石的埃迪卡拉生物，对于化石的肌肉结构和形态学表明，这种动物可能属于一种刺胞动物。但是一直到2024年，科学家才正式确认它们属于刺胞动物门中的十字水母纲。
之前很长一段时间里面，它都被认为是一种刺胞动物的水螅体，因此曾经被翻译为“魔鬼螅”或者“恶魔螅”。现将其辨认为一种十字水母，译名也应当更改为“魔鬼水母”。

## 发现
魔鬼水母的正模标本是在2008年由马丁·布拉西尔教授发现，其出土地点位于博纳维斯塔半岛的下Fermeuse组。根据纽芬兰的规定，这一标本留在当地，牛津大学仅保有一块石膏铸模。
在博纳维斯塔半岛的Trepassy组中亦发现了一块不完整的标本。

## 词源学
该物种属名Haootia源于贝奥图克语中的Haoot ，意为“魔鬼”，用来表示正模标本引人注目的外观。种加词quadriformis则是由拉丁语中quadri （四倍的）和formis（形式）组成，指的是它身体独特的四辐射对称体制。

## 描述
魔鬼水母与迄今为止发现的任何其他埃迪卡拉纪化石都截然不同，它由被认定为肌肉的纤维束组成。它的整个身体大致呈四辐射对称。因此，整体身体组织符合现代刺胞动物门的主要特征。 
化石尺寸为56×37毫米，底部呈现盘状，中间有茎，主体部分即伞窝（calyx）大致为矩形。
盘状结构的内部光滑，中心存在一个直径为9毫米的中央环，通过一根长32毫米，宽7毫米的茎连接到由众多且规则排列的线性纤维组成的矩形身体中央。这些纤维的形态与平行排列的肌肉纤维相似，横跨身体，连接相邻的角。纤维延伸到每个角之外，形成细长的分枝，该分枝又分成更小的二叉分枝。方体的侧缘也长出较小的分支，并形成二叉分枝纤维，总共形成16束小球样触手——这是属于十字水母纲的特征。

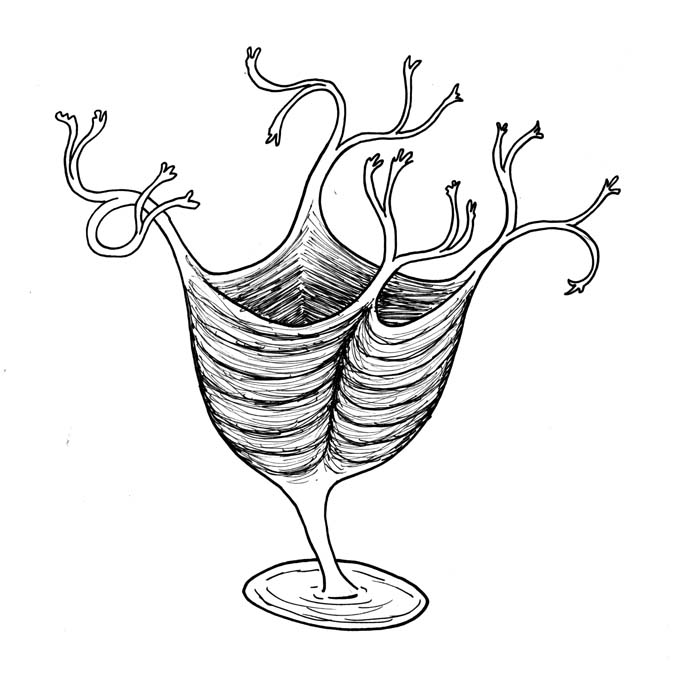
2014年Alex Liu等人对魔鬼水母（Haootia）的建模